# Маммопластика

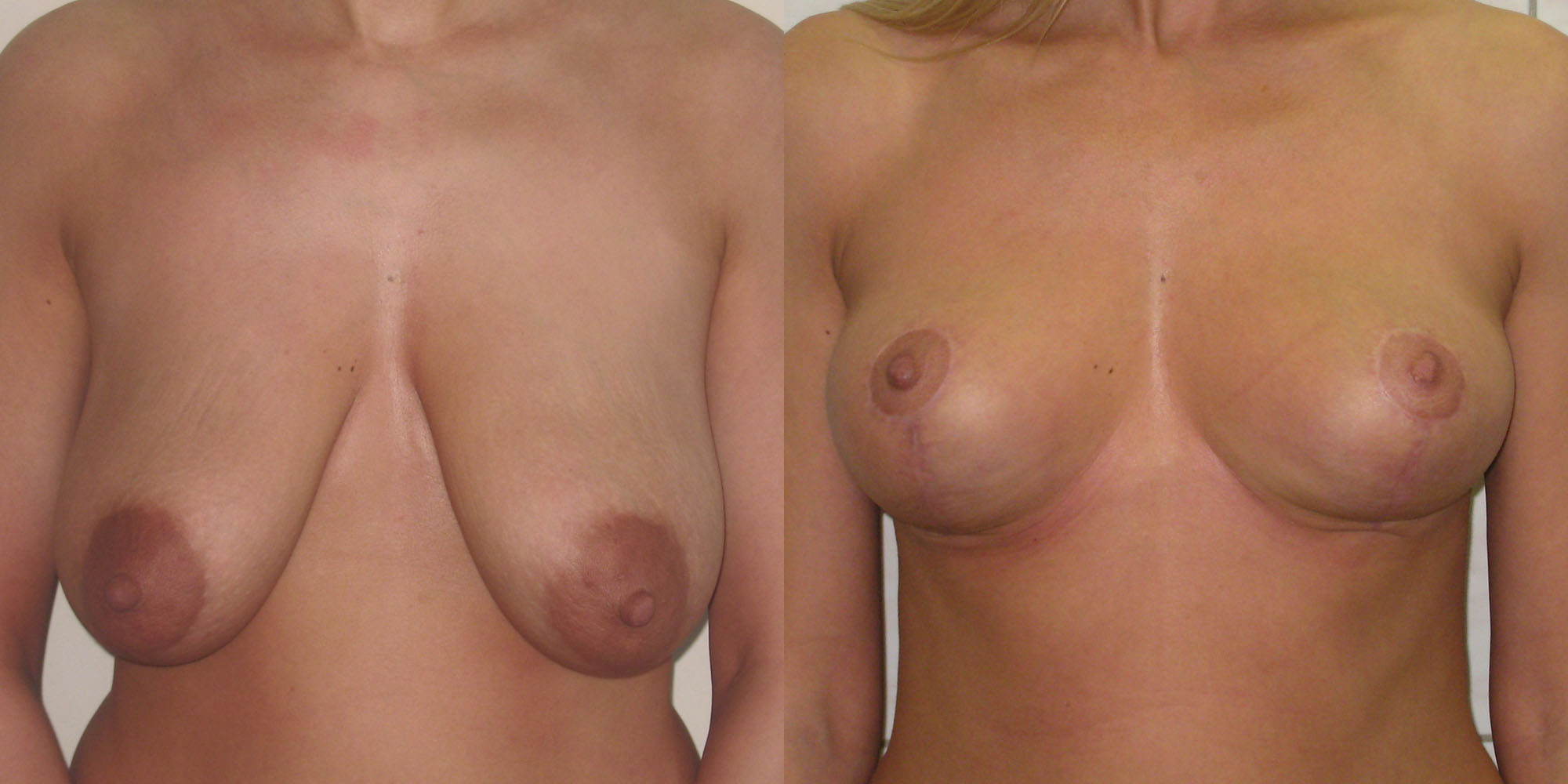
До и после маммопластики

Маммопластика (лат. mammoplastica) представляет собой пластическую операцию на молочной железе, которая заключается в изменении её формы и (или) изменении размера молочной железы (увеличении или уменьшении). В случае отвисания железы удаляют кожу и расположенную под ней железистую ткань, оставшиеся ткани закрепляют в нормальном положении. Для коррекции под кожу может быть имплантирован специальный протез. Эндопротезирование молочных желез показано при асимметрии молочных желез и при восстановлении груди после мастэктомии (удалении груди).
Маммопластика показана при:
- Макромастии (грудь резко увеличена в размерах, месторасположение и упругость сохранены)
- Микромастии (грудь маленького размера, является врождённой патологией)
- Птозе молочных желез (размеры сохранены, но грудь опущена)
- Постлактационной инволюции молочных желез (железы значительно уменьшены в размерах, возникает в некоторых случаях по окончании естественного вскармливания ребёнка грудным молоком)
- Гинекомастии (гипертрофированная грудь у мужчин)

## Противопоказания к маммопластике
- Онкологические заболевания
- Инфекционные заболевания
- Нарушенная свертываемость крови
- Тяжелые заболевания внутренних органов
- Незавершенная лактация (в среднем ребёнок находится на естественном вскармливании на протяжении 1 года)
- Недостижение возраста 18 лет

Перед проведением оперативного вмешательства проводят следующие исследования:
- ЭКГ
- Общий анализ мочи, крови
- Коагулограмма крови
- Биохимический анализ крови
- Анализ на наличие гепатита
- УЗИ молочных желез

За 14 дней до даты проведения операции (при условии, что пациентка клинически здорова) нельзя принимать средства, в состав которых входят салицилаты, и пользоваться гормональными контрацептивами.
За 7 дней до проведения операции необходимо отказаться от употребления сигарет (никотин, поступающий в организм, серьёзно ухудшает приток крови), так как в противном случае швы будут очень долго заживать.
Операция проводится под общей анестезией и в зависимости от вида оперативного вмешательства продолжается от 1,5 до 4 часов.

## Виды маммопластики
Эндопротезирование молочных желез (увеличивающая маммопластика)
Целью этой операции является увеличении объёма груди и (или) улучшение её формы, придание упругости. Помимо этого эндопротезирование может проводиться с целью коррекции асимметрии молочных желез, для устранения уменьшения и провисания груди в послеродовом периоде (постлактационной атрофии). Для проведения коррекции постлактационной инволюции и микромастии молочных желез необходимо использование хирургических вмешательств с применением специальных имплантатов (протезов). Они различаются по текстуре оболочки, форме, размеру и наполнителю. Материал из которого изготавливают устойчив к давлению и разрывам, а гель-наполнитель обеспечивает длительное хранение формы и ощущение естественной ткани. Протезы такого рода могут находиться в организме женщины в течение 15 и более лет, по истечении этого срока их можно заменить на новые. В большинстве случаев выбор места разреза остаётся за пациентом. В зависимости от анатомических особенностей пациента имплантат могут установить либо под грудной мышцей либо между грудной мышцей и железой. Ареола и сосок увеличиваются пропорционально новому размеру груди. При нормальном течении операции она заканчивается косметическим ушиванием разреза без установки дренажей.
К этим операциям относится и редукционная маммопластика (в случае гипертрофии молочных желез) и мастопексия (подтяжка молочных желез).
При использовании протеза-экспандера Becker, возможно проведение одномоментной реконструкции груди, то есть 1 операция вместо 2-х, у пациента восстанавливают грудь, нет психологической травмы — пациент уже не инвалид. В настоящее время из 1000 мастэктомий в крупных стационарах, таких как институты, проводится до 8 % операций по реконструкции груди. Это статистика по Москве и другим городам — миллионерам. В онкодиспансерах до 4 %, чаще всего без использования имплантатов. Первая в России операция такого рода была проведена в РОНЦ им. Н. Н. Блохина. Хирург и автор патента Блохин Сергей Николаевич.
Есть несколько вариантов уменьшения груди:
- Липосакция. Это консервативный метод, при котором не остаются послеоперационные швы. Однако липосакцию рекомендуется делать женщинам, желающим незначительно уменьшить грудь, которая при этом не должна иметь выраженную степень птоза.
- Метод короткого (вертикального) шва. Данный метод пользуется популярностью среди пациентов, так как имеет ряд преимуществ — сосок сохраняет свою чувствительность, операция длится не долго, сохраняется естественная форма груди, низкий процент осложнений. Лучшие результаты наблюдаются при уменьшении груди с одной молочной железы на 800 грамм ткани.
- Уменьшение груди при гигантомастии. Это очень редкие случаи, при которых хирург может использовать ампутацию груди с параллельным переносом сосков в форме свободных лоскутов. Данный вид операции по уменьшению груди весьма опасен. По статистике пациенты получают достаточно много травм, иногда проблематично приживляются ареолы, после такого способа невозможно кормление грудью, отсутствует чувствительность сосков.
- Т-образный или якорный разрез. Это классический метод уменьшения груди. Его рекомендуют использовать, когда планируется большой объём резекции. Здесь имеется два недостатка: длина швов и длительная по времени операция.

Отметим, что редукционная маммопластика, как правило, проводится с одновременной подтяжкой груди, так как её основной целью является формирование оптимальной формы молочных желез, при минимальном количестве швов и разрезов. В ходе операции удаляются избыточные ткани молочной железы и подкожной жировой клетчатки, затем происходит формирование новой формы и размера. При постановке диагноза макромастия и птоз молочной железы операция часто выполняется с использованием ткани пациента. При небольшом провисании груди, обычно достаточно ограничиться эндопротезированием. При наложении кожных косметических швов используют рассасывающиеся и нерассасывающиеся материалы, которые обеспечивают не только хорошее заживление но и отличный эстетический эффект. При нанесении швов с использованием традиционных материалов их снимают на 12-14 день после операции.
Резекция избыточной ткани молочных желез, которая осуществляется при редукционной маммопластике, существенно уменьшает риск злокачественного перерождения железы, так как в результате мастопатии ткань нередко бывает изменена.

## Коррекция формы ареолы (соска) в пластике груди
Значительное увеличение ареолы у женщин происходит в процессе беременности, либо в послеродовой период кормления грудью. Кроме увеличения ареолы сосок может изменить свою форму. Для некоторых женщин вытянутый сосок и большой размер ареолы может внести в жизнь определённые неудобства, особенно это касается психологического состояния. К тому же при вытянутой форме соска затрудняется грудное вскармливание ребёнка.
Коррекция заключается в следующем: уменьшается пигментированная зона ареолы, при этом не затрагиваются ткани железы и глубокие слои кожи.
Операция не требует госпитализации, и проводится под местной анестезией.
Коррекция сосков и ареол относится к особой группе операций, так как при пересадке сосково-ареолярного комплекса кормление грудью в большинстве случаев становится невозможным, но в настоящее время коррекции соска применяются особые методы микрохирургии и часто сохраняются протоки молочных желез. Длина разреза составляет один сантиметр, что даёт возможность не только аккуратно расправить сосок, но и не оставить заметных следов.

## Период реабилитации
При стандартном течении операции пациентку выписывают уже на следующий после операции день, в некоторых случаях пациентка может покинуть стационар в день операции. В первые несколько послеоперационных дней у пациентки может появиться ощущение натяжения кожи, в том месте, которое было затронуто в ходе оперативного вмешательства. Это обусловлено послеоперационными отеками. Нормальным считается возникновение умеренных болей в области операции в течение первых двух-трёх дней. Полностью отеки спадают через 5-7 дней после операции, кровоподтёков как правило нет.
При точном соблюдении рекомендаций и назначений врача риск осложнений оказывается сведён к минимуму. Самыми распространёнными осложнениями являются подкожные гематомы, гипертрофированные рубцы, воспалительные изменения мягких тканей, контрактура протезов.
Отметим, что через 12 месяцев после операции, с условием имплантации качественных протезов, у пациентки сохраняется возможность лактации и кормления грудью.